# Mana Iwabučiová
Mana Iwabučiová (japonsky 岩渕 真奈, * 18. března 1993 Musašino) je japonská fotbalistka.

## Reprezentační kariéra
Za japonskou reprezentaci v letech 2010 až 2019 odehrála 69 reprezentačních utkání. Byla členkou japonské reprezentace i na Mistrovství světa ve fotbale žen 2011, 2015, 2019 a Letních olympijských hrách 2012.

## Statistiky
| Japonsko | Japonsko | Japonsko |
| Roky     | Záp.     | Góly     |
| -------- | -------- | -------- |
| 2010     | 3        | 2        |
| 2011     | 8        | 0        |
| 2012     | 4        | 0        |
| 2013     | 5        | 0        |
| 2014     | 5        | 1        |
| 2015     | 5        | 1        |
| 2016     | 7        | 4        |
| 2017     | 6        | 3        |
| 2018     | 18       | 9        |
| 2019     | 8        | 7        |
| Celkem   | 69       | 27       |

## Úspěchy

### Reprezentační
- Letní olympijské hry:  2012
- Mistrovství světa:  2011;  2015
- Mistrovství Asie:  2018